# مانيكس (علامة تجارية)
مانيكس (بالإنجليزية: manix)‏ شركة فرنسية متخصصة في إنتاج الواقي الذكري مقرها فرنسا وتأسست عام 1986 وهي تابعة لشركة أنسيل .

## روابط خارجية
- Official website